# Виктор Аристизабал
Виктор Аристизабал (шп. Víctor Hugo Aristizábal Posada; 9. децембар 1971) бивши је колумбијски фудбалер који је играо на позицији нападача. Аристизабал је постигао 15 голова на 66 утакмица за репрезентацију Колумбије између 1993. и 2003. године.Повукао се из професионалног фудбала 12. јула 2008. године у опроштајној утакмици која је укључивала и присуство других светских фудбалских легенди.
Тренутно је панелиста за програм ЕСПН ФК Радио Колумбија на мрежи ЕСПН, чији је домаћин Пачо Велез. Такође се појављује у програму ЕСПН ФК-а у издању за Колумбију, чији су домаћини Антонио Касале и Андреа Гуереро, и повремено ради као коментатор утакмица, у већини случајева када његов клуб, Атлетико Насионал, игра.